# Черниговка (Ростовская область)
Черни́говка — хутор в Кашарском районе Ростовской области.
Входит в состав Первомайского сельского поселения.

## Население
| 2010 |
| ---- |
| 158  |

## Улицы
На хуторе имеются две улицы: Песчаная и Таврическая.